# Flashing Lights (singolo Havana Brown)
Flashing Lights è un singolo della cantante australiana Havana Brown, pubblicato nel 2013 ed estratto dall'album omonimo.

## Tracce
1. Flashing Lights – 4:21